# DigiTales Interactive
DigiTales Interactive ist ein saarländischer Indie-Entwickler für Computerspiele, der von Julian Colbus und Jasmin Pfeiffer gegründet wurde. Literaturwissenschaftler Colbus ist zugleich Komponist der Soundtracks der Spiele. Jasmin Pfeiffer ist promovierte Germanistin und Literaturwissenschaftlerin und trägt zu den Hintergrundgeschichten der Spiele bei. Ihr Debüt-Titel Lacuna wurde mehrfach national ausgezeichnet. Sowohl das Erstlingswerk als auch der Folgetitel wurden finanziell vom Staat gefördert.

## Ludographie
- Lacuna (2019)
- Between Horizons (2024)

## Auszeichnungen
- Games Award Saar 2022[5]
  - Bestes Konzept
- Games Award Saar 2023[6][7]
  - Sonderpreis der Jury – Studio des Jahres
  - Bester Prototyp